# Bulbophyllum distichobulbum
Bulbophyllum distichobulbum é uma espécie de orquídea (família Orchidaceae) pertencente ao gênero Bulbophyllum. Foi descrita por Phillip James Cribb em 1996.